# Vallelado
Vallelado est une commune de la province de Ségovie dans la communauté autonome de Castille-et-León en Espagne.

## Fêtes

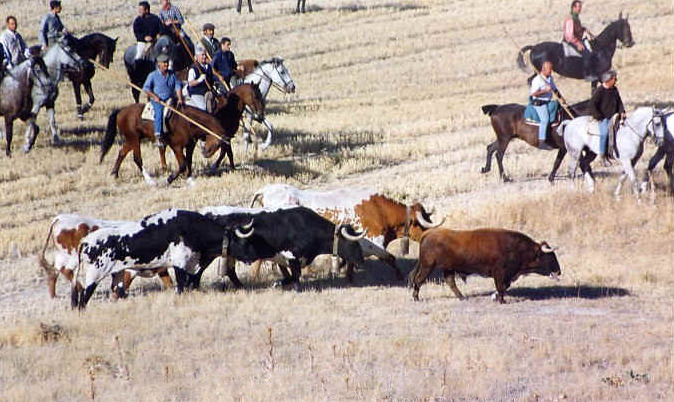
Des encierros camperos célèbrent chaque année à Vallelado lors des fêtes l'honneur de la « Exaltation de la Croix » chaque 14 septembre.

## Sites et patrimoine
- Église Santo Tomás Apostol